# Roland Garros (pilóta)

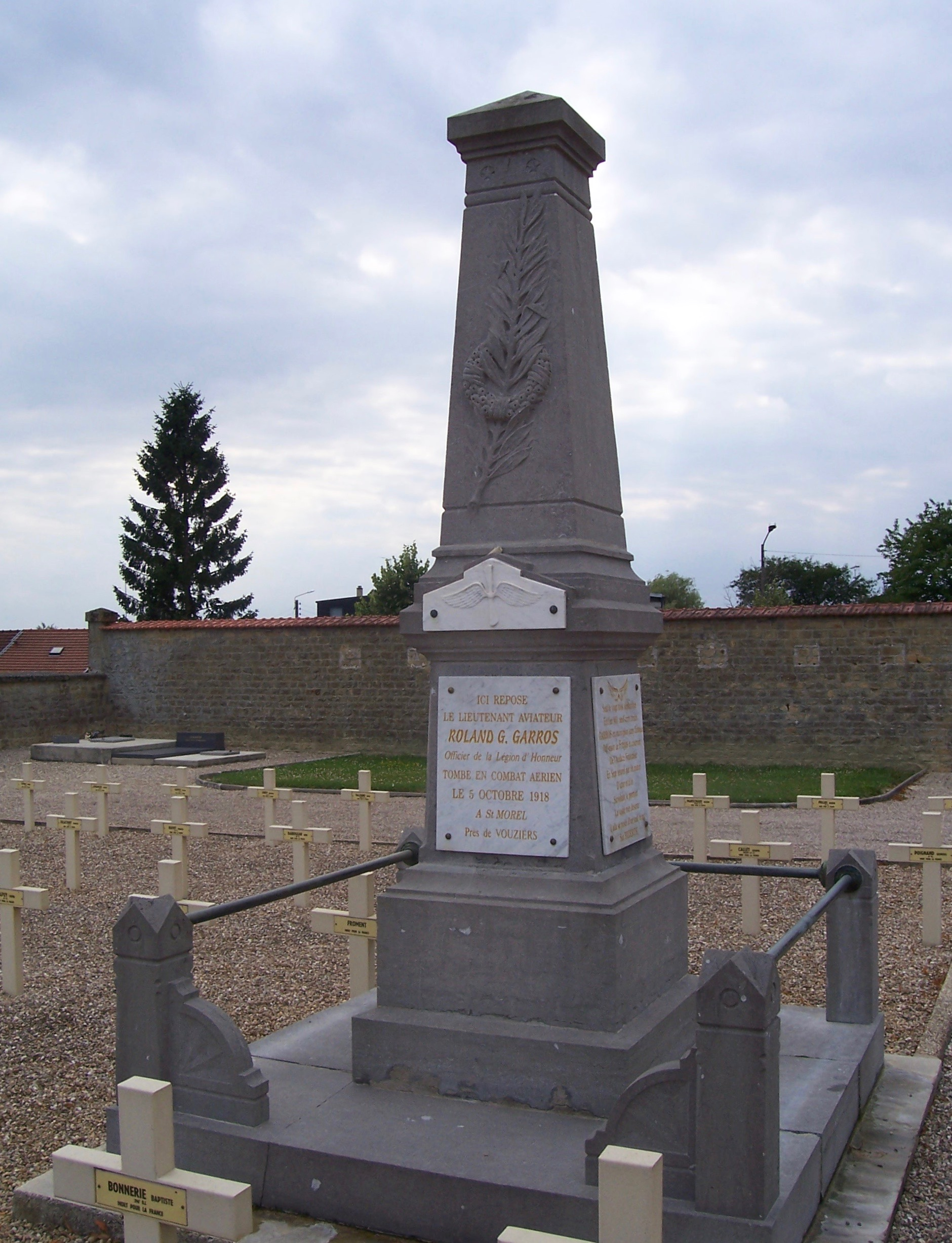
Sírja Vouziers-ben

Roland Eugène Adrien Georges Garros (Saint-Denis, Réunion, 1888. október 6. – Saint-Morel, Ardennes, 1918. október 5.) francia pilóta, hadnagy. Elsőként  repülte át a Földközi-tengert 1913. szeptember 23-án. Az első világháborúban géppuskával szerelte fel gépét, a légcsavarkörön keresztül tudott lövéseket leadni. A légcsavar lapátjain acéllemezek, deflektorok térítették el a lövedékeket. Létrehozta így a vadászrepülőgép elődjét. Nevét viseli a Stade Roland Garros, ott tartják évente a párizsi salakpályás Grand Slam-teniszbajnokságot.

## Ifjúkora
Szülei felmenői Toulouse-ból és Lorient-ból települtek át a Réunionra. Négy éves volt, amikor Saigonba költöztek, ahol apja ügyvédi irodát nyitott és elsősorban kereskedelmi ügyekkel foglalkozott. Édesanyja tanította Roland-t, majd 1900-ban Párizsba küldték egy katolikus magániskolába, a Collège Stanislasba. A 12 éves fiú hajón utazott Marseille-be, kísérő nélkül, s ettől kezdve gyakorlatilag önálló életet élt, és felelősséget vállalt minden tettéért. Az érettségi vizsga után felvették Párizsban az HEC-be. A friss diplomás Garros az Automobiles Grégoire autógyártónál kezdett dolgozni. Itt ébredt fel érdeklődése az autósport iránt. Évfolyamtársa apjának segítségével önállósodott, üzletet nyitott az Arc de Triomphe szomszédságában, a Grégoire cég ügynöke lett. 1909-ben Reims mellett nyaralt, és ellátogatott az egy hétig tartó Nagy Champagne-i Nemzetközi Repülős Találkozóra. A repülők, a repülés elkápráztatták a fiatalembert, elhatározta, hogy pilóta lesz. Az autóügynökség nyereségesen működött, 1910 áprilisában megvette a legolcsóbb sportrepülőgépet, a Santos-Dumont Demoiselle-t, a Clément-Bayard cég gyártmányát. Pilótaképzés még nem volt akkoriban, egyedül tanult repülni Issy-les-Moulineaux katonai gyakorló terén Párizs külvárosában. A svájci Edmond Audemars is ott gyakorolt, és életre szóló barátságot kötöttek. Július 19-én vette át Garros pilóta jogosítványát az Aéro-Club de France-tól.

## Garros, a pilóta
John Moisant gazdag amerikai ültetvényes is ellátogatott a Champagne-i Nemzetközi Repülős Találkozóra. Louis Blériot-nál azonnal órákat kezdett venni, majd jogosítványt kapott az Aéro-Club de France-tól. 1910. augusztus 17-én egyfedeles, kétüléses Blériot-n átrepült a La Manche felett és Angliában landolt. Repülőgép-szerelőjét és macskáját vitte magával. Elmondása szerint ez volt élete hatodik légi útja. Moisant és fivére megalapították a Moisant’s International Aviators Ltd. céget azzal a céllal, hogy turnék keretében népszerűsítsék a sportrepülést az Egyesült Államokban. Garrost is meghívták. Egy héten át bemutatókat tartottak New Yorkban, majd körutazásra indultak a déli államokban. Különleges vonat szállította a Moisant Cirkusz gépeit, pilótáit és szerelőit. A turné első állomása Chattanooga volt, ahol Garros a Demoiselle gépén sebességi versenyt repült autó ellen. Mexikóban és Kubában is tartottak bemutatókat.
Garros 1911 tavaszán tért vissza hazájába. Louis Blériot csapatában indult a Párizs–London, Párizs–Madrid, Párizs–Róma versenyeken. Örökös második helyezett volt, s hogy visszavágjon az újságírók ironikus megjegyzéseire, 1912. szeptember 12-én 5000 m rekordmagasságot ért el, és 1913. szeptember 23-án Morane-Saulnier gépen elsőként repülte át a Földközi-tengert. Fréjus (Var) mellől  indult, és Tunéziában, Bizerte-ben ért földet. A 730 km-t 2500 m magasságon 7 óra 53 perc alatt tette meg, 500 km-t nyílt víz felett repült. A 250 liter repülőbenzinből csak 5 liter maradt a tartályban landoláskor. Rövid pihenő után visszaindult Franciaországba.

## Garros a háborúban
1914-ben önként jelentkezett a hadseregbe, bár nem volt hadköteles, mert gyarmaton született. A híres GC12 MS 26-os repülőrajába, Morane-Saulnier L típusú gépre került. Géppuskával szerelte fel gépét, amely a légcsavarkörön keresztül tudott tüzelni. Sikerült lelőnie kettő német felderítő gépet (a harmadikat 1918-ban lőtte le). A német repülőkön csak Mauser C96-t és pisztolyokat tartottak arra az esetre, ha ellenséges területre kerülnének. A kis francia egyfedelest már figyelték a németek. Ernst Udet gépe három héten keresztül várt Garrosra. 1915. április 17-én megpillantották gépét, de üzemanyaghiány miatt leszállni kényszerült Garros a németek által megszállt Nyugat-Flandriában, Hulste mellett egy réten. Felgyújtotta gépét, nehogy az ellenség birtokába kerüljön technikai újítása. Berlinbe vitték az automata puskát, a motort és a légcsavart. S amikor megvizsgálták a légcsavart, nem akartak hinni a szemüknek: a lapátokon acéllemezek, deflektorok térítették el a lövedékeket. Kiszámították, hogy 10 lövedékből csak egy találná el a légcsavar lapátját. Német mérnökök, Anthony Fokker bevonásával később szinkronizálták a lövéssorozatokat és a légcsavar forgását.
Garros az elit katonák fogolytáborába került. Többszöri próbálkozás után sikerült megszöknie 1918. február 17-én. Március 6-án a Francia Becsületrend tiszti keresztjével tüntették ki. Visszatért az MS 26-os repülőrajhoz. Október 5-én Ardennes megyében találat érte gépét, amely felrobbant. Roland Garrost Vouziers-ben temették el.